# Bokmässa

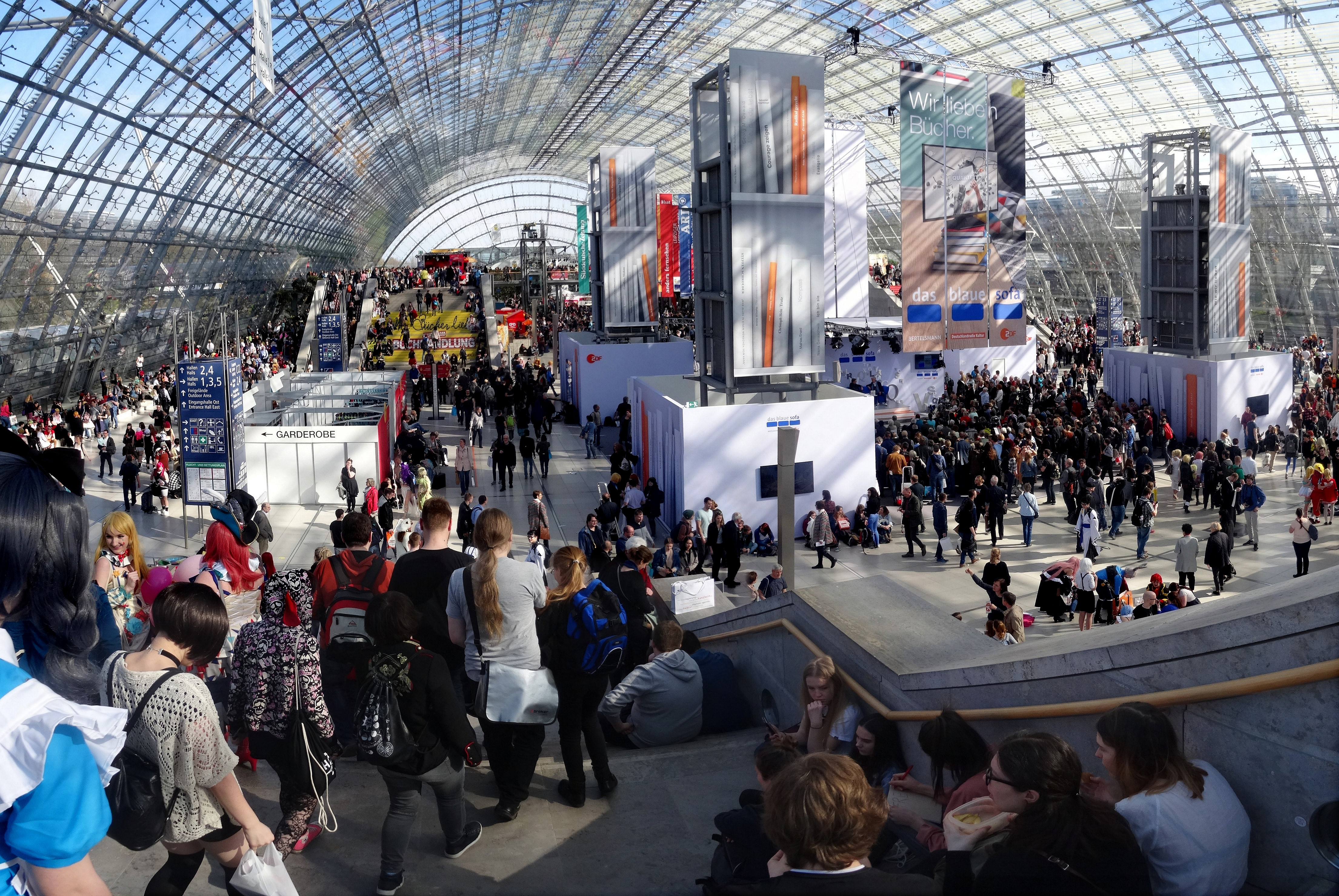
Bokmässan i Leipzig, 2017.

En bokmässa är en mässa med inriktning på bokmarknaden, för till exempel förlag, agenter, bokhandel, bibliotek, författare, journalister och läsare. Handel med utgivningsrättigheter är en central del i verksamheten, och inte minst mässans roll som informationskanal.

## Inriktningar
Det finns både fackmässor för bokbranschen och publikmässor riktade mot allmänheten, medan många bokmässor innehåller båda dessa element.
Bokmässor kan vara specialiserade på olika vis, till exempel på barnböcker, antikvariat eller småförlag.
Många av de stora, generella bokmässorna har ett särskilt tema för varje år som då sätter särskilt fokus på ett visst land, språk eller ämne.

## Historia
I Tyskland kom de första bokmässorna under andra halvan av 1400-talet. Böcker hade tidigare varit en del av mer allmänna marknader och handelsmässor, men den nya boktryckarkonsten som växte fram i mitten av 1400-talet gjorde det betydligt enklare och billigare att trycka böcker, vilket också medförde en allmän ökning av bokläsandet. Med denna utveckling skapades snart handelsmässor särskilt inriktade på böcker.

## Bokmässor i urval

### Norden
- Bokmässan i Göteborg, hålls årligen på Svenska mässan under den sista veckan i september, med drygt 800 utställare.[2]
- Helsingfors bokmässa hålls årligen under sista helgen i oktober, med drygt 300 utställare och omkring 80 000 besökare.[3]
- Åbo bokmässa anordnas årligen under första veckoslutet i oktober.

### Övriga Europa
- Barnboksmässan i Bologna (italienska: La Fiera del Libro per Ragazzi; engelska: Bologna Children's Book Fair), hålls varje vår, med omkring 1 300 utställare och 25 000 besökare.[4]
- Bokmässan i Frankfurt (tyska: Frankfurter Buchmesse), hålls årligen i oktober, med omkring 7 100 utställare och 280 000 besökare.[5] Den är världens största bokmässa, sett till antalet deltagande förlag.[6]
- Bokmässan i Leipzig (tyska: Leipziger Buchmesse), hålls årligen i mars, med drygt 2 000 utställare och över 200 000 besökare.[7]
- Londons bokmässa (engelska: London Book Fair), hålls årligen i april.

### Afrika
- Kairos internationella bokmässa (arabiska: معرض القاهرة الدولي للكتاب), hålls årligen i slutet av januari, med omkring 700–800 förlag och över 1 miljon besökare.[8][9]

### Asien
- Bokmässan i Calcutta (engelska: International Kolkata Book Fair), hålls årligen runt månadsskiftet januari/februari. Den är huvudsakligen en publikmässa och med sina 2 miljoner besökare troligen världens mest välbesökta.[10][6]

### Sydamerika
- Bokmässan i São Paulo, São Paulos internationella bokbiennal (portugisiska: Bienal Internacional do Livro de São Paulo), hålls vartannat år, med omkring 500 förlag och 700 000 besökare.[11]